# Кастель (гора)
Касте́ль (укр. Кастель, крымскотат. Qastel, Къастель) — гора высотой 439 м на южной окраине Алушты, за Профессорским уголком. Купол горы покрыт шапкой леса, а на восточном склоне образовался хаос — каменные глыбы, порой достигающие 3-5 м в поперечнике.
Гора Кастель представляет собой лакколит.

## Название
Название горы связано с тем, что на вершине горы в давние времена находилась крепость (греч. — «кастель»), остатки которой сохранились на склонах.
Собственно, настоящая Кастель-гора и есть Аю-даг. Её часто зовут Биюк Кастель, в отличие от Кучюк Кастели, той, на которой я стою. Биюк значит большой, кучюк — малый; а Кастель греческое слово — замок или крепость; иначе сказать, «малая крепостная гора» и «большая крепостная гора» (Е. Л. Марков, «Очерки Крыма»)
По легенде, эта крепость послужила последним пристанищем царевне Феодоре, властительнице древней Сугдеи. После захвата столицы княжества генуэзцами Феодора укрылась сначала в крепости Алустон, а затем в крепости на Кастели, где, преданная названым братом, погибла в сражении с врагами.

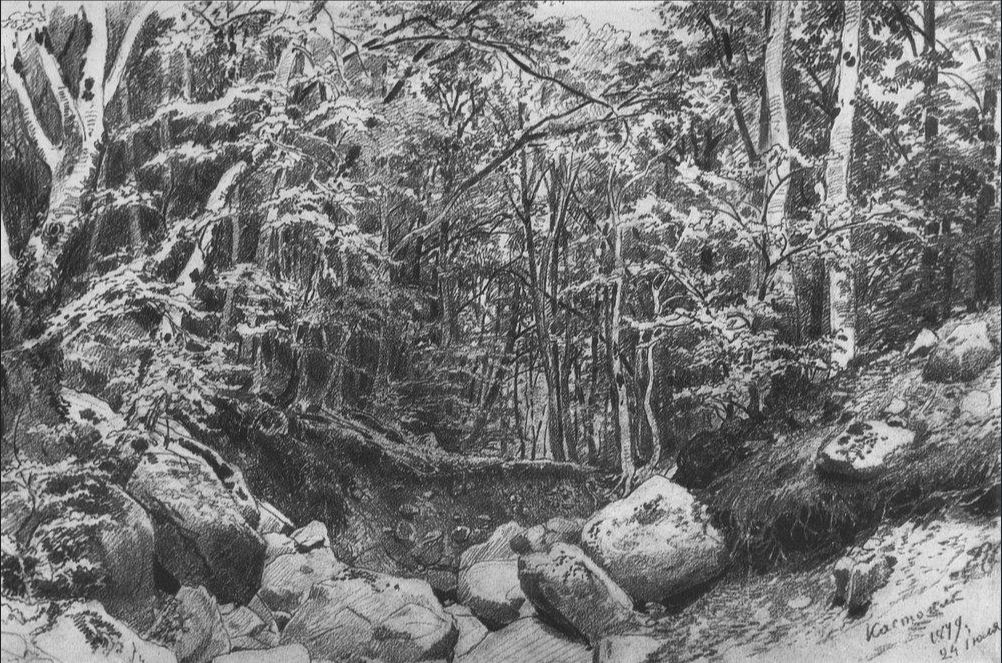
Шишкин. На горе Кастель в окрестностях Алушты, 1879 г.

Укрепление VIII—XV века выявленный объект археологического наследия. Решение Крымского облисполкома от 15.01.1980 N 16, уч. N 177.

## Природоохранный статус
Гора расположена на территории ботанического заказника «Кастель».